# Fermín Sagristá
Fermín Sagristá Salamó fue un dibujante y caricaturista español de comienzos del siglo XX.

## Biografía
De ideología anarquista, se le ha descrito como «uno de los más connotados artistas plásticos del movimiento libertario hispánico». A causa de una ilustración suya en la prensa periódica, se le condenó a nueve años de cárcel, por una serie de dibujos recordando los sucesos de la Semana Trágica y la figura de Francisco Ferrer Guardia. Sagristá, al que se le habría aplicado la Ley de Jurisdicciones, fue indultado en marzo de 1912 por Canalejas. Una serie de artistas ingleses enviaron un manifiesto en favor de su indulto.